# Utvandrarna (Film)
Utvandrarna (Schwedisch für „Die Auswanderer“, internationaler englischsprachiger Titel The Emigrants) ist ein Filmdrama von Erik Poppe. Es handelt sich um eine Verfilmung des ersten Teils der Utvandrarna-Tetralogie des schwedischen Schriftstellers Vilhelm Moberg über einige seiner Landsleute, die in den 1840er und Anfang der 1850er Jahre in die USA auswanderten. Im Rahmen der Verleihung des Guldbagge 2022 erhielt der Film sechs Nominierungen und eine Auszeichnung.

## Handlung
Als Mitte des 19. Jahrhunderts Millionen Skandinavier Hunger und Armut erleiden, verlassen viele das Land in der Hoffnung auf ein besseres Leben in Amerika. Auch Kristina, Karl-Oskar und ihre kleinen Kinder wagen diesen Schritt und machen sich von Småland aus auf eine gefährliche Reise über den Atlantik. An Bord befindet sich auch Ulrika, die in ihrem Dorf als Hure bekannt war. 
Die Familie Nilsson hat einen Apfelbaumschössling im Gepäck. Als sie sich in Amerika in der Wildnis von Minnesota niederlassen, gedeiht dieser gut. Während sich Kristina und Ulrika anfänglich noch gestritten haben, werden sie nach und nach gute Freundinnen.

## Literarische Vorlage

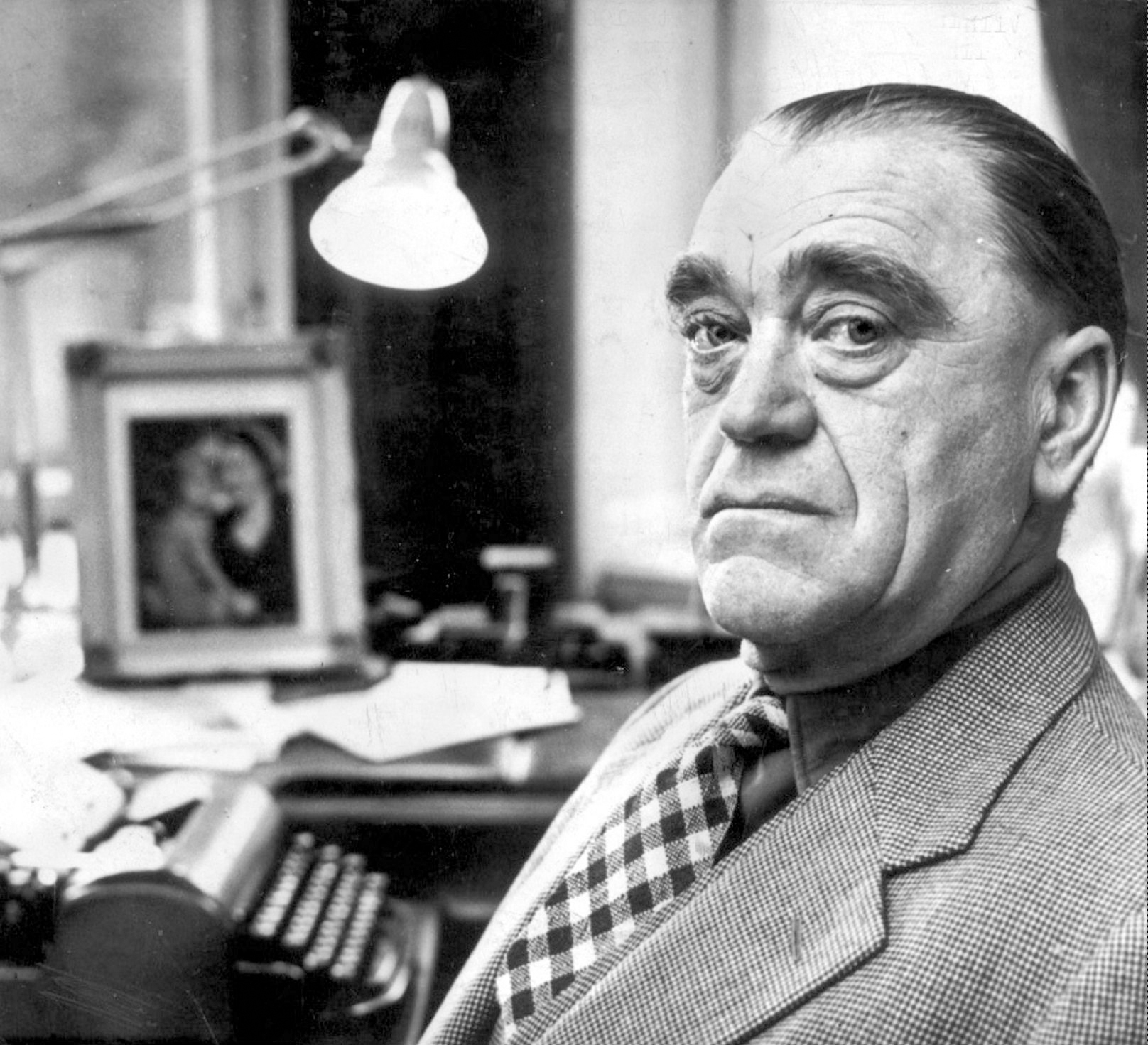
Der Film basiert auf dem ersten Teil der Romanreihe Utvandrerna von Vilhelm Moberg

Der Film basiert auf dem ersten Teil der Romanreihe Utvandrerna des schwedischen Schriftstellers Vilhelm Moberg, der 1949 veröffentlicht wurde. Moberg setzte die Romanreihe bis 1959 fort und schilderte darin nach einem umfassenden Quellenstudium der Schicksale mehrerer seiner Landsleute, die in die Vereinigten Staaten ausgewandert waren, deren Geschichten. Der Erfolg der Romanreihe war enorm. Sie hatte eine hohe Auflagenzahl und wurde in mehrere Sprachen übersetzt. 
Einzelne Bücher aus der Tetralogie wurden bereits zuvor verfilmt. Jan Troell führte bei Emigranten und der Fortsetzung Das neue Land Regie. Auch das Musical Kristina från Duvemåla von Björn Ulvaeus und Benny Andersson basiert auf der Romanreihe.

## Produktion

### Filmstab und Besetzung
Mobergs Roman wurde von Anna Bache-Wiig und Siv Rajendram Eliassen für den Film adaptiert. Regie führte der Norweger Erik Poppe. Er hatte sich bereits zuvor in Filmen mit der Geschichte seines Landes befasst. In The King’s Choice – Angriff auf Norwegen schilderte er die Situation in Norwegen unmittelbar nach Einmarsch der Wehrmacht im April 1940. In Utøya 22. Juli verarbeitete Poppe das Massaker vom 22. Juli 2011 auf der norwegischen Insel Utøya.
Gustaf Skarsgård und Lisa Carlehed spielen in den Hauptrollen Karl-Oskar und Kristina. Ihre Kinder, der Sohn Johan und die Töchter Lill-Märta und Anna, werden von den Kinderdarstellern Harald Knutsen-Öy, Kerstin Linden und Emma Komstedt gespielt. In weiteren Rollen sind Sofia Helin als Judit und die Künstlerin Tove Lo als Ulrika zu sehen. Nova Salmi-Wikander spielt deren Tochter Elin. Lena Strömdahl spielt Kristinas Mutter Anna. Ursprünglich war Liv Ullmann für diese Rolle vorgesehen. Sie hatte in Troells Verfilmung von 1971 Kristina gespielt. Hannes Fohlin spielt Samuel, Stig Henrik Hoff Captain Lorentz und Laurence Kinlan Pastor Jackson.

### Dreharbeiten und Filmmusik
Die Dreharbeiten wurden am 7. September 2020 begonnen. Aufnahmen, die ursprünglich in Tschechien entstehen sollten, erfolgten letztlich in Schweden. Beendet wurden sie in Rumänien. In Schweden drehte man sieben Wochen lang in der Provinz Västra Götalands län, überwiegend in der Gegend um Alingsås und Munkedal. Erste Szenen des Films werden in Schwarzweiß gezeigt und beginnen erst in Amerika farbig zu werden. Als Kameramann fungierte John Christian Rosenlund, mit dem der Regisseur bereits für The King’s Choice – Angriff auf Norwegen und Troubled Water zusammenarbeitete.
Die Filmmusik komponierte der Schwede Johan Söderqvist. Mit ihm hatte Poppe ebenfalls bereits für The King’s Choice und Troubled Water zusammengearbeitet. Das Soundtrack-Album mit insgesamt 20 Musikstücken wurde Mitte Oktober 2022 von Music Super Circus als Download veröffentlicht.

### Marketing und Veröffentlichung
Im September 2021 wurde der erste Trailer vorgestellt. Im Dezember 2021 erfolgten erste Vorstellungen des Films in Schweden. Im Januar 2022 wurde er beim Tromsø International Film Festival vorgestellt. Im August 2022 wurde er beim norwegischen Filmfestival in Haugesund gezeigt. Nachdem der Kinostart in Norwegen für Januar 2022 geplant war, erfolgt er am 2. September 2022. Die Rechte für den US-amerikanischen Markt sicherte sich NENT für seinen Streamingdienst Viaplay.

## Rezeption

### Kritiken

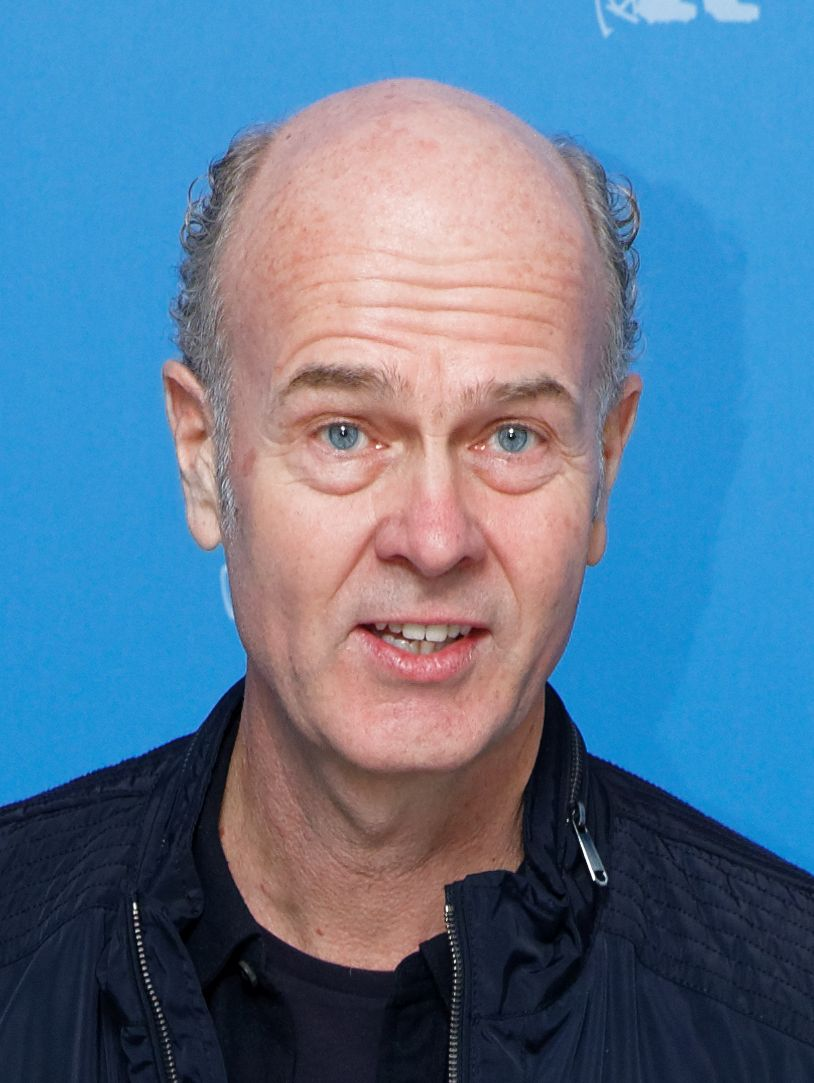
Regisseur Erik Poppe

Leslie Felperin schreibt im Guardian, angesichts der großzügigen Verwendung poetischer Voiceover und vieler Aufnahmen von Kindern im Gegenlicht, die durch langes Gras rennen, fühle sich Erik Poppes Film manchmal an, als habe er zu viel Lachgas von Terrence Malick inhaliert. Dieser Look passe jedoch aufgrund des Handlungsortes, der Wildnis von Minnesota, zu dem Film. Bei dem Aufeinandertreffen von Schweden und amerikanischen Ureinwohnern wage sich der Film allerdings an den Rand des politisch korrekten Klischees. Felperin hebt die besonders gute Darbietung von Lisa Carlehed hervor. Zu dem Umstand, dass der Film, anders als in der Buchvorlage und Jan Troells Verfilmung, aus Kristinas, und nicht aus Karl-Oskars Sicht erzählt wird, bemerkt sie, dieser weibliche Fokus füge dem Genre einen neuen Blickwinkel hinzu, so durch authentische Geburtsszenen und als Frau bei der herausfordernden Kindererziehung.
Kaleem Aftab vom Online-Filmmagazin Cineuropa bemerkt, die Beziehung von Kristina mit der Prostituierten Ulrika, die sie anfänglich hasst und erst nach und nach für sie zu einer Freundin wird, sei im Film wichtiger, als die zu ihrem Ehemann Karl-Oskar, was eine ziemliche Abkehr von den Büchern sei. Poppe vermittle durch diese Freundschaft und der Tatsache, dass Kristina der Kirche den Rücken kehrt, die Vorstellung von Amerika als ein Schmelztiegel und als ein Land, in dem Menschen eher als Individuen beurteilt werden als für ihre Gruppenzugehörigkeit.

### Auszeichnungen
Guldbagge 2022

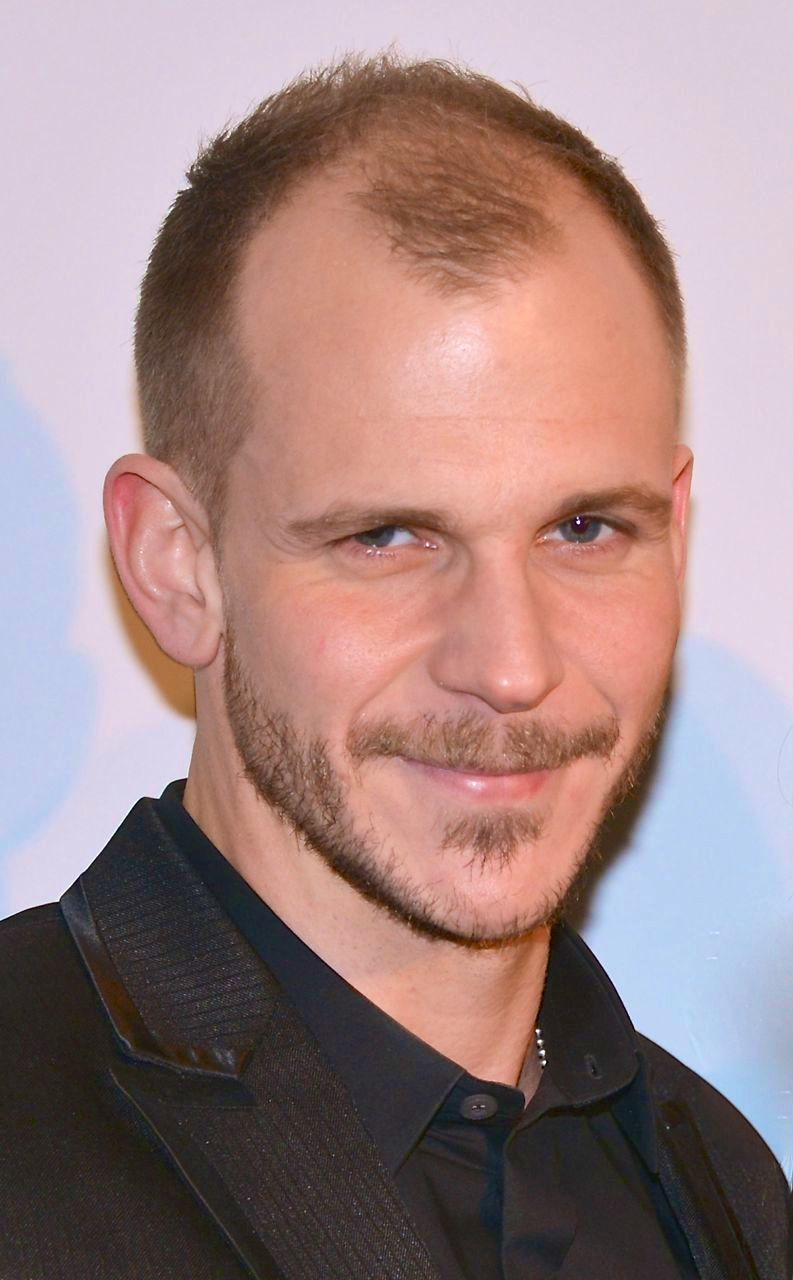
Gustaf Skarsgård spielt Karl-Oskar Nilsson

- Nominierung als Bester Film (Fredrik Wikström)
- Nominierung als Beste Hauptdarstellerin (Lisa Carlehed)
- Nominierung als Bester Hauptdarsteller (Gustaf Skarsgård)
- Nominierung als Beste Nebendarstellerin (Sofia Helin)
- Nominierung für die Beste Filmmusik (Johan Söderqvist)
- Nominierung für die Besten Kostüme (Louize Nissen)
- Auszeichnung für die Besten visuellen Effekte (Alex Hansson und Torbjörn Olsson)[15]

Norwegisches Filmfestival Haugesund 2022
- Auszeichnung mit dem Andreas Award